# Исчезновение восточноевропейского еврейства
Исчезновение восточноевропейского еврейства (нем. Die Auflösung des osteuropäischen Judentums) — псевдонаучная книга немецкого писателя Вальтера Заннинга (настоящее имя — Вильгельм Нидеррайтер) с искажением статистики жертв Холокоста, вышедшая в 1983 году.
Манипулируя демографическими данными, используя выборочное цитирование и необоснованные допущения, Заннинг пришёл к выводу, что число еврейских жертв Холокоста составляет 1,269 млн человек. Книга Заннинга была положительно оценена отрицателями Холокоста, но подвергнута жёсткой научной критике и опровергнута масштабным академическим исследованием статистики жертв Холокоста под руководством Вольфганга Бенца, которое было опубликовано в 1991 году с диапазоном числа жертв от 5,29 до 6,54 млн человек.

## Автор
Вильгельм Нидеррайтер родился в 1936 году в немецкоязычной семье в Бессарабии. Во время Второй мировой войны его семья переехала в Германию в город Вендлинген-ам-Неккар. В 1957 год Вильгельм уехал в США, где получил высшее образование и некоторое время преподавал экономику в Сиэтлском университете. В 1970 году он опять уехал в Германию и в 1970-е вновь вернулся и работал в США.

## Содержание книги
Книга состоит из предисловия Артура Батца, введения, 8 глав и ряда приложений. В книге предпринята попытка дать ответ на вопрос куда именно исчезли миллионы евреев Восточной Европы в период с 1933 по 1945 годы. Главный тезис автора состоит в том, что нацисты не могли убить миллионы евреев, поскольку такое их количество никогда не находилось под контролем Германии.
Заннинг использовал данные литовской переписи 1923 года и переписей 1930-х годов в других странах. Далее он учёл рождаемость и смертность чтобы вывести численность еврейского населения на начало войны. Автор пытался доказать, что большая часть европейских евреев выжила, поскольку сумела нелегально (и потому в обход официальной статистики) бежать в СССР, США и Палестину. Ранее похожий тезис выдвигал американский социолог Фрэнк Ханкинс, но, как писал Павел Полян, его аргументы были крайне слабыми и удовлетворительно объяснить сокращение общего числа евреев в мире с 16,7 млн до войны до 11 млн после войны ему не удалось.

### Евреи в Польше
По официальной статистике еврейское население Польши с 1931 по 1939 годы выросло с 2,73 млн до 3,11 млн человек, а по демографическим оценкам — до 3,25-3,35 млн человек. По утверждению Заннинга до и в период войны из Европы эмигрировали 1,121 млн евреев, в том числе 400—500 тысяч польских евреев якобы эмигрировали в США в 1930-е годы. При этом по официальной польской статистике за период 1931—1937 в США эмигрировало всего 109 716 человек. Как следствие, к началу войны по оценке Заннинга в Польше было всего 2,644 млн евреев при реальных данных 3,2-3,3 млн. Заннинг сослался на публикацию Института современной истории в Мюнхене, в которой утверждается, что после 1933 года около 100 000 евреев ежегодно эмигрировали из Польши, однако никаких пояснений откуда взята эта цифра и куда эмигрировали эти евреи нет, а вся информация в статье была об эмиграции из Германии. В ответ на запрос об источниках этой цифры Мюнхенский институт ничего не пояснил. Заннинг со ссылкой на Джеральда Рейтлингера утверждал, что 100 тысяч польских евреев через Румынию бежали в Палестину, однако у Рейтлингера такого утверждения нет, а вся легальная иммиграция в Палестину за 1939—1945 годы составила 69 тысяч человек.

### Евреи в США
Данные Заннинга о масштабной эмиграции польских евреев в США опирались на высказывание помощника государственного секретаря Брекенриджа Лонга, что большинство из 580 000 беженцев, въехавших в США с 1933 года, были евреи. Заннинг проигнорировал от факт, что Лонг впоследствии дезавуировал эту цифру, поскольку речь шла о количестве выданных виз, из которых было использовано менее половины. Заннинг не использовал официальную статистику иммиграции, а его утверждения с опорой на демографические источники (например на Марка Вишницера) никак этими источниками не подтверждаются.

### Евреи в СССР
После начала Второй мировой войны и раздела Польши по Заннингу 3/5 польских евреев остались в германской зоне оккупации и 2/5 — в советской. Однако ещё с 1 сентября начался поток еврейских беженцев из Западной Польши в Восточную (под контроль СССР) и частично на юг (в Румынию). В реальности после установления новой германо-советской границы и обмена населением в СССР осталось примерно 250—300 тысяч еврейских беженцев из Польши. По Заннингу эта цифра составила 750 тысяч. Часть беженцев была депортирована 29 июня 1940 года на север и восток СССР. В 1980-е годы до открытия советских архивов диапазон оценок числа депортированных колебался от 50 тысяч до полумиллиона и иногда даже до миллиона человек. Заннинг выбрал в качестве достоверных цифр диапазон 0,5-1,0 млн человек и в дальнейшем использовал в расчетах цифру 750 тысяч депортированных евреев. В реальности их было около 90-120 тысяч человек.
При этом Заннинг проигнорировал все доступные ему четыре базовые работы по советской политике эвакуации после вторжения Германии в СССР, пытаясь сделать вид, что большинство евреев было эвакуировано с западной территории. В итоговом расчете Заннинга с сентября 1939 и до середины 1940 года учитывая также евреев из других аннексированных Советским Союзом частей Восточной Европы 2-2,5 миллиона восточноевропейских евреев исчезли в «Красной Империи».

### Евреи в Венгрии
Заннинг утверждает, что основные проблемы у венгерских евреев возникли в октябре 1944 года. При этом он игнорирует массовые депортации евреев в лагеря смерти в мае-июле 1944 года. При этом Заннинг ссылается на доклад Международного Комитета Красного Креста, в котором написано прямо противоположное его утверждениям, а именно, что преследования евреев начались в марте 1944 года. По данной теме Заннинг повторяет утверждения Артура Батца и события с марта по октябрь называет «незначительными», хотя именно в этот период были уничтожены сотни тысяч венгерских евреев.

### Выжившие и общая численность жертв
Для занижения численности погибших Заннинг, кроме прочего, завысил количество евреев после войны. Из различных косвенных расчетов, основанных не на статистике, а на отдельных вырванных из контекста утверждениях отдельных лиц он утверждал, что войну пережили 14,75 млн евреев.
В целом по Заннингу при вычете неучтенной предвоенной миграции в количестве 956 тысяч человек и 2847 тысяч человек, якобы оказавшихся в СССР, жертвы нацистского геноцида составили по его расчетам 1269 тысяч человек, в том числе 346 тысяч в Западной Европе и 923 тысяч — в Восточной.

## Отзывы
Отрицатели Холокоста приветствовали книгу Заннинга. Так, главный редактор Journal of Historical Review Кейт Стимли писал, что «она обещает стать итоговой в исследовании демографии еврейского населения Европы в период Второй мировой войны … Этот капитальный труд обещает стать „решающим словом“ в дискуссии о данном предмете на все последующие годы с позиций ревизиониста». Автор предисловия к книге Артур Батц внёс в обсуждение важную идеологическую составляющую. Если Заннинг старался выглядеть как учёный-исследователь без каких-либо идеологических выводов, то Батц связал данные Заннинга с антисемитской теорией о единстве целей сионизма и нацизма и заявил, что «окончательное решение еврейского вопроса» означало массовое переселение, а не уничтожение. По мнению Батца, «эта книга — первое всеохватное и серьёзное исследование передвижений еврейского населения, связанных со Второй мировой войной».
Главной проблемой, вызвавшей научную критику книги, стало утверждение, что 6 миллионов евреев не могли погибнуть от рук нацистов, поскольку большинство из них бежало с контролируемых ими территорий. Это противоречило даже известным нацистским документам (в частности, отчёту Корхера) и показаниям подсудимых нацистов на Нюрнбергском процессе.
Первый научный отзыв на книгу Заннинга дал в частном письме профессор Уильям Рубинштейн из Университета Дикина в Австралии. В своём ответе отрицателю Джону Беннету, приславшему ему книгу Заннинга, он написал, что Заннинг пытается отрицать Холокост. И хотя он хорошо знаком с необходимыми источниками, использует он их крайне некорректно. Письмо Рубинштейна было опубликовано, предположительно без его согласия, Институтом пересмотра истории вместе с положительным отзывом на книгу Артура Батца.
Также книга была мимоходом упомянута специалистом по истории Германии Джоном Конвеем в академическом журнале в ряду других рецензируемых работ. Конвей понимал, что книга вводит читателя в заблуждение, но самостоятельно не мог разобраться с демографическими данными и поэтому написал, что необходим критический анализ утверждений Заннинга. Ревизионисты подали это как академическое признание книги.
В 2000 году профессор Университета Невады в Лас-Вегасе Джон Циммерман назвал книгу Заннинга «самой изощрённой из всех, когда-либо написанных отрицателями» и посвятил существенную часть своей книги «Отрицание Холокоста: демография, свидетельства и идеология» разбору его утверждений. На ту же тему написал подробный разбор в блоге Holocaust Controversies Джонатан Харрисон (англ. Jonathan Harrison) из Университета побережья залива Флориды. Оба автора нашли у Заннинга как ошибки, так и прямые фальсификации. Метод Заннинга Циммерман охарактеризовал как комбинации «выборочного цитирования с необоснованными допущениями». В частности, из всех использованных источников Заннинг выбирал максимальные цифры выживших, никак не анализируя их достоверность. Однако, как написал Циммерман, если воспользоваться методом Заннинга, то доказать можно что угодно. Например, в мае 1944 года одна немецкая газета в Данциге написала, что в Польше и Венгрии «было устранено 5 миллионов евреев». Если использовать эту цифру в качестве факта, то общее число жертв составит до 7-8 миллионов, Заннинг также игнорировал немецкие документы об уничтожении евреев, поскольку даже по этим неполным данным его суждения о численности жертв были бы опровергнуты. Кроме этого Циммерман считает существенным фактом полное игнорирование Заннингом нацистских депортаций евреев в лагеря смерти. В частности, кроме умалчивания о депортациях венгерских евреев, никак не упоминается судьба 100 тысяч голландских евреев, отправленных в Освенцим. Отсутствие объяснений куда они пропали (их исчезновение невозможно объяснить эмиграцией или иными естественными причинами) является уязвимым местом рассуждений Батца, Заннинга и других отрицателей.
Наконец фактическим ответом Заннингу, хотя его книга упомянута в сносках всего один раз, стал международный проект «Масштабы народоубийства. Количество еврейских жертв национал-социализма» под руководством профессора Вольфганга Бенца, результаты которого были опубликованы в 1991 году в обширной монографии. Диапазон числа жертв геноцида, который рассчитали Бенц с коллегами, составил от 5,29 до 6,54 млн человек.

## Издания
Книга была издана в 1983 году в Тюбингене на немецком языке издательством Grabert. В том же году она была переведена на английский язык и издана в США Институтом пересмотра истории.
- Sanning, Walther N. Die Auflösung des osteuropäischen Judentums. Mit einem Vorwort von Arthur R. Butz (нем.). — Tübingen — Buenos Aires — Montevideo: Grabert Verlag, 1983. — 319 S. — ISBN 978-3-87847-062-5.
- Sanning, Walter N. The Dissolution of Eastern European Jewry (англ.). — Institute for Historical Review, 1983. — 239 p. — ISBN 978-0-939484-06-5.

### Комментарии
1. ↑  Павел Полян указывает 50-80 тысяч человек, однако по официальной справке только 29.06-02.07.1940 было депортировано 90,5 тысяч человек, а суммарно по разным источникам (Илья Альтман, Альберт Каганович, Геннадий Костырченко и др.) указываются цифры 100-120 тысяч, подробнее см. Депортация еврейских беженцев 29 июня 1940 года
2. ↑  
  - Solomon Schwarz. The Jews in the Soviet Union. — 1951.
  - Ben-Cion Pinchuk. Soviet Media on the Fate of the Jews in Nazi-Occupied Territory, 1939-1941. — 1976.
  - Dov Levin. Rescue Attempts During the Holocaust. — 1974.
  - Ben Cion Pinchuk. Was There a Soviet Policy for Evacuating the Jews?: The Case of the Annexed Territories. — 1980.